# 克里斯·馬汀
克里斯托弗·安東尼·約翰·“克里斯”·馬汀（英語：Christopher Anthony John "Chris" Martin，/ˈkrɪstəfə ˈænθəni dʒɒn ˈkrɪs ˈmɑːtɪn/, 1977年3月2日—）出生于英格蘭德文郡，英國男歌手，是酷玩樂團（Coldplay）的主唱、吉他手與鋼琴手。他的音域介於中音和高音之間，並且經常使用假聲（falsetto）。他在英格蘭多塞特郡的 Sherborne School 接受教育，那是一所知名的男子私立學校。之後他在倫敦大學學院（UCL）取得希臘文與拉丁文雙主修研究的一級榮譽學位。

## 職業生涯
克里斯·馬汀以個人的身分為不同的歌手撰寫了許多歌曲，包括 Embrace 樂團的「Gravity」和潔米莉雅（Jamelia）的「See It In a Boy's Eyes」等。他也與朗·賽克斯（Ron Sexsmith）、Faultline、街頭小子（The Streets）和伊安·馬克庫羅（Ian McCulloch）等人合作。此外，他在2004年底也參與了 Band Aid 20 的單曲「Do They Know It's Christmas?」，在其中擔任主唱。在2005年，馬汀和妮莉·費塔朵（Nelly Furtado）為了她的專輯《Loose》而合唱「All Good Things」這首歌曲。但唱片公司隨後認為克里斯的聲音聽起來音太粗而將這首歌從專輯中拿掉。他們一起在2002年的格拉斯頓伯里音樂節（Glastonbury Festival）表演之後，曾有傳聞指出兩人是一對戀人。對此費塔朵開玩笑表示「是啊，他是我的男友—只是他還不知道而已」。在2006年和肯伊·威斯特（Kanye West）於 Abbey Road 錄音室 的現場即興演出後，馬汀也期待與他進行合作。他和肯伊·威斯特的合作歌曲預計會收錄在威斯特的新專輯《Graduation》中，預計在2007年下半年發行。馬汀對於嘻哈音樂的興趣不只如此，2006年夏天他和饒舌歌手傑斯（Jay-Z）合作《王者再臨》（Kingdom Come）專輯。兩人曾先在年初見面，傑斯向馬汀表示他希望有合作的機會，因此兩人在之後一直保持連絡。馬汀為了歌曲「Beach Chair」編寫了一些和絃，並交給傑斯請嘻哈製作人德瑞博士（Dr. Dre）加入鼓聲節奏，最後完成這首歌曲。傑斯在2006年9月27日場次的歐洲巡迴演唱會中與馬汀一起演出了這首歌。

## 個人生活
馬汀在2003年12月5日與格温妮丝·帕特罗結婚。他們的女兒愛波·布莉絲·愛麗森·馬汀（Apple Blythe Alison Martin）在2004年5月14日出生於倫敦。他們的第二個小孩摩西·布魯斯·安索尼·馬汀（Moses Bruce Anthony Martin）則在2006年4月8日出生於美國紐約市。
馬汀是 Make Trade Fair（貿易公平基金會）的現任會員。
2014年3月25日，馬汀妻子葛妮絲·派特洛發布公開聲明，宣布與馬丁分手。「我們最近一年相處得不愉快，分開會更適合。」終結十年婚姻。在2015年4月21日以「無法化解的歧見」為由完成離婚手續，資產與監護權的分配受保密條約保護。
2017年10月，馬汀和達珂塔·強生現任女友交往至今。

## 音樂影響
馬汀表示在音樂方面影響他最大的是挪威的流行樂團「A-ha」。如同其他酷玩樂團的成員，他在許多場合稱讚了該樂團：「每個人都在問是誰影響了酷玩？我們模仿了誰的風格？我們在成長的時候都聽什麼音樂？類似這樣的問題都提醒你自己的風格是如何形成的，而自己又是如何受到影響。我第一個喜歡的樂團是 A-ha 和 James。」而某一首歌則讓馬汀留下了深刻印象：「在我12歲的時候，Hunting High and Low 這首歌一直在我的腦中，而之後 A-ha 對我來說依然是一個很重要的樂團。」在2005年，馬汀說：「有一次我在阿姆斯特丹的時候，我把《Hunting High and Low》拿出來聽。我清楚的記得這件事，而且也記得我有多愛這張專輯。這首歌的編寫實在是讓人難以置信的棒。」他也模仿 A-ha 主唱摩騰·哈克特（Morten Harket）的風格：「就像摩騰·哈克特在技巧上各種不同的風格。我還是有用自己的方法表現。他是你見過最讓人平靜和最棒的男人。」在多年前的一個德國電台廣播節目上，馬汀再次提到 A-ha 樂團，並拿出他自己翻唱的「Hunting High and Low」版本，他說：「當你自己的歌曲已經沒有發展空間的時候，你必須像小孩子一樣去聽音樂。我和酷玩的其他成員在年輕時最常聽的樂團是來自挪威的 A-ha。我們並不在意自己看起來是不是很時髦，所以我們從不怕說出自己喜歡他們。這是對 A-ha 的一種尊敬。我們也受到 Bros、Pete Burns 和 Cliff Richard 等人很深的影響，我也想藉這個機會向 Kraftwerk 道歉，抱歉我們輕視了他們動人的歌曲 computer love。」

## 其他活動
馬汀和酷玩樂團的吉他手強尼·邦藍在電影《活人甡吃》（Shaun of the Dead）中客串演出虛構慈善機構「ZombAid」的支持者。2006年馬汀在電視影集《Extras》中也有一個客串角色。
馬汀經常為公平貿易的相關議題發聲。他也積極參與樂施會（Oxfam）的促進公平貿易活動。他個人曾到加纳和海地旅行，在當地研究不公平貿易造成的結果和影響。在演出時，他經常在左手畫上「Make Trade Fair」、「MTF」或等號。
馬汀也在政治活動上有所參與。他公開批評美國總統乔治·沃克·布什和伊拉克戰爭。馬汀強烈支持美國民主黨總統提名人約翰·凱利。2004年的葛萊美獎典禮上，他在接受年度最佳唱片獎時，在演說中公開他的支持。
在2006年4月1日，《衛報》報導克里斯·馬汀轉向支持英國保守黨的領袖大衛·卡梅倫，並且為該政黨譜寫了一首主題曲，名為「Talk to David」（跟大衛說吧）。之後證實這只是愚人節的玩笑。

## 其他
- 2005年由人道對待動物協會（PETA）舉辦的票選結果，馬汀是兩名最高票的「全世界最性感的素食者」其中之一。[6]
- 日光節約時制的發明者威廉·維萊特（William Willett），是克里斯·馬汀的高曾祖父。[7]

## 資料來源
1. ↑  ChartAttack.com staff - Compilation Brings Nelly Furtado and Chris Martin Together Forever （页面存档备份，存于） ChartAttack.com（2006年4月25日引用）
2. ↑  NME staff author - Chris Martin to release solo collaboration （页面存档备份，存于） NME 雜誌（2006年4月26日引用）
3. ↑  .   [2014-03-26]. （原始内容存档于2017-04-14）.
4. ↑  Olaf Priol（2006）- Their wives met at yoga. Now Chris Martin plans to rock the vote for Cameron's Tories （页面存档备份，存于） The Guardian（2006年4月25日引用）
5. ↑  Guardian staff （2006）- Talk to David （页面存档备份，存于） The Guardian（2006年4月26日引用）
6. ↑  （2005年）Chris Martin's Coldplay Voted World's Sexiest Vegetarian （页面存档备份，存于） PETA（2006年4月25日引用）
7. ↑  Alan Cross（2006） - The Ongoing History of New Music - Coldplay: Part 1，2006年7月4日引用

## 外部連結
- 酷玩樂團官方網站（页面存档备份，存于）
- Make Trade Fair在 Make Trade Fair 網站（促進全球公平貿易的網站）
- 官方歌迷網站（页面存档备份，存于）